# 15144 Araas
15144 Araas eller 2000 EK114 är en asteroid i huvudbältet som upptäcktes den 9 mars 2000 av LINEAR i Socorro County, New Mexico. Den är uppkallad efter Michael J. Araas.
Asteroiden har en diameter på ungefär 4 kilometer.